# Guy Bleus

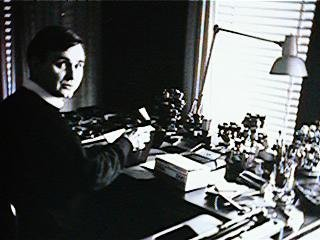
Guy Bleus (1985)

Guy Bleus (* 23. Oktober 1950 in Hasselt) ist ein belgischer Künstler und Autor.

## Leben und Werk

### Kunst und Archiv
Bleus beschäftigt sich mit Konzeptkunst (Mail Art, Visuelle Poesie) und Performance. Sein Werk umfasst verschiedene Bereiche, unter anderem der Verwaltung (die er „Artministration“ nennt), Post- und olfaktorische Kommunikation.
1978 gründete er „The Administration Centre – 42.292“, ein großes Kunstarchiv mit Werken und Informationen von 6000 Künstlern aus mehr als 60 Ländern (2012). „Guy Bleus hat eines der besten Archive der Mail Art in Europa, wenn nicht der Welt.“
Bleus war der erste Künstler, der systematisch Düfte in der bildenden Kunst genutzt hat. Seit 1979 zeigte er „Geruch-Gemälde“, parfümierte Objekte, und verschickte aromatische Anlagen. Er veranstaltete auch „Spray Performances“, in denen er über dem Publikum einen Nebel von Duft versprühte.
Er nutzte auch die Möglichkeiten der Kommunikationsmedien als Kunst mit Projekten wie „Indirekte Korrespondenz“ und „Post mit Luftballons“ (1979). Zusammen mit dem Künstler Charles François verwendete er erstmals 1989 die digitale Apparatur (Computer und Modem) für künstlerische Kommunikation. Er hat auch digitale Speichermedien wie Mikrofilm, CD-ROM und DVD-ROM für künstlerische Werke genutzt.

### Netzwerk und Projekte
Die internationalen Kunstprojekte, die Bleus organisiert hat, sind zahlreich, zum Beispiel „Are you experienced? L.H.F.S“ (1981), „Mail Art Atlas“ (1981–83), „Telegraphie“ (1983), „Cavellini Festival 1984“, „Art is Books“ (1991), „Fax-Performances“ (1992–1993), „Private Art Detective: Sealed Confessions“, und „Building Plan & Schemes“ (1993).
Er schrieb viele Texte zum Thema der Netzkunst. Über seinen Essay „Exploring Mail Art“ (1984) schrieb Géza Perneckzy: „Die Studie von Guy Bleus übertrifft alle Publikationen mit theoretischem Gewicht und Prägnanz“. Darüber hinaus wirkte er an vielen Publikationen mit wie „Mail Art“ von Piotr Rypson, „Eternal Network“ von Chuck Welch oder „Postkarten – Cartoline d’Artista“ von Vittore Baroni. Er beteiligte sich an vielen Künstler-Zeitschriften.
1994 eröffnete er in Hasselt die Kunst-Galerie E-Mail-Art Archiv (bis 1999). In diesem Non-Profit-Kunstraum haben mehr als 40 Ausstellungen von Mail-Art-, Fax- und Internet-Kunst stattgefunden. Folgende deutsche Künstler wurden ausgestellt: Jürgen O. Olbrich, Klaus Groh, Géza Perneczky, Peter Küstermann, und Timm Ulrichs. Im Jahr 1995 realisierte er die „Artistamps Collection“, den ersten Mail-Art-Katalog auf CD-ROM. Mit der Teilnahme von Künstlern wie Vittore Baroni, Ken Friedman, John Held Jr., Ruud Janssen, György Galántai, Pawel Petasz und Géza Perneczky veröffentlichte er im Jahr 1997 die erste „E-Mail-Art-Kunst-& Internet-Manifest“ in seinem elektronischen Magazin (E-Zine).
Nach einem bürokratischen Abenteuer, das über 20 Jahre lief, verwirklichte er im Jahr 2003 (zusammen mit Jean Spiroux) die allererste offizielle Briefmarke zum Thema „Mail Art“. Sie wurde in einer Auflage von vier Millionen vom belgischen Post Service gedruckt.
In den Jahren 2005 bis 2006 organisierte Guy Bleus das olfaktorische Mail Art Projekt „Scents, Locks & Kisses“ mit 778 Künstlern aus 43 Ländern im Kulturzentrum Z 33. Auf der Website ist eine Diashow mit allen Werken der beteiligten Künstler verfügbar.
Eine Retrospektive seiner Werke fand im Kulturzentrum von Hasselt im Jahr 2010 statt. Die Veröffentlichung „Pêle-Mêle: Guy Bleus ® – 42.292“ hatte Hochblätter mit Lavendelessenz parfümiert und schloss eine Re-Edition seines Personalausweises vom Planeten Mars von 1979 ein.

## Publikationen Guy Bleus
- Subterranean II. Akademie für bildenden Künste, Gent 1970.
- Het Spiegelbeeld. Tongerse Kunstkring, Tongeren 1974.
- Subterranean II. Tongerse Kunstkring, Tongeren 1975.
- Are You Experienced: L.H.F. S. VUB, Universität, Brüssel 1981.
- Mail-eARTh. De Warande, Turnhout 1981.
- Mail-Art: Initiation. Kunstgalerie Ciap, Hasselt, 1983.
- Administration: Telegraphie und Mail Art Projekt. Provinciaal Museum, Hasselt 1983.
- Man is The Museum of All Things. Esmeralda, Gent 1983.
- W.A.A.: World Art Atlas. De Warande, Turnhout 1983.
- B:13 – Bambú 13. TAC-42.292, Wellen 1984 (1992).
- B.T.S. – Commonpress 56. Het Toreke, Tienen 1984.
- 20x Communication. SHIVKV, Genk 1986.
- Audio Art: Screams (Against Bureaucracy). Provinciaal Museum, Hasselt 1989.
- Art is Books: Künstlerbücher. PCOB, Hasselt 1990.
- Mail-Art Manual Do Viajante em Portugal. Cultuurcentrum, Heusden-Zolder 1991.
- Fax-Performances. C.C. Heusden-Zolder 1992.
- A Networking Fax-Project & Performance. De Fabriek, Eindhoven 1993.
- Building Plans & Schemes. C.C. Heusden-Zolder 1993.
- The Timeless Calendar. Vaes & Il Ventuno, Neerpelt, Hasselt 1993.
- E-Pêle-Mêle: Electronic Mail-Art Netzine. TAC–42.292, Hasselt 1994–1998.
- Mail-Art. PCBK & TAC-42.292, Hasselt 1994.
- In a memory of Ray Johnson. TAC-42.292, Hasselt 1995.
- Mail-art Memorabilia. Post Museum, Brüssel 1995.
- The Artistamp Collection. Centrum voor Kunsten, Hasselt 1995.
- Sealed Confessions: Private Art Detective. C.C. Heusden-Zolder 1996.
- Re: The E-Mail-Art & Internet-Art Manifesto. TAC-42.292, Hasselt 1997.
- Re: The E-Mail-Art & Internet-Art Manifesto – Part I. TAC-42.292, Hasselt 1998.
- Working in A Coal-Mine: Fax- & Internet-Art Project. Our House, Genk 1997.
- Re: The E-Mail-Art & Internet-Art Manifesto – Part II. TAC-42.292, Hasselt 1998.
- Künstlerbücher. Literair Museum, Hasselt 1998.

## CD-ROM und DVD-ROM
- The Artistamp Collection: with an X. E-Mail-Art Archives, Hasselt 1996.
- The Artistamp Collection: without an X. E-Mail-Art Archives, Hasselt 1996.
- Eutopia. Gouvernement, Maastricht 1997.
- Desks: 1001 Bureaus. Centrum Beeldende Kunst, Groningen 1998.
- 1899 GeZeLLe 1999. Visuelle Poesie, Stadt Brügge 1999.
- Artbiorix. De Velinx, Tongeren 2000.
- S:L:K – Olfactory Mail Art project. Z33, 2005.